# Kasa
För andra betydelser, se Kasa (olika betydelser).
Kasa är en by i Örnsköldsviks kommun i Västernorrlands län, belägen cirka 25 km norr om Örnsköldsvik.
Kasa delas i två delar av E4:an som går rakt genom. Botniabanan skär numer genom den västliga delen av byn.

## Sport
Kasa IP ligger centralt belägen mitt i Kasa, strax bredvid E4:an.